# Сергеј Киријаков
Сергеј Вјачеславович Киријаков (рус. Серге́й Вячеславович Кирьяков; Орел, 1. јануар 1970) бивши је руски фудбалер, након завршетка играчке каријере ради као фудбалски тренер.

## Каријера

### Клуб
Играо је за неколико клубова у каријери, укључујући Динамо из Москве, Карлсруе, Хамбургер, Тенис Борусију Берлин и Јунан Хонгта.

### Репрезентација
Наступао је за три репрезентације са различитим именима, СССР, ЗНД и Русија. Био је учесник Европског првенства 1992. у Шведској са репрезентацијом Заједнице независних држава. Са репрезентацијом Русије учествовао је на завршном турниру Европског првенства 1996. у Енглеској. За репрезентацију је укупно одиграо 38 мечева, постигавши 15 голова.